# Surdila-Găiseanca
Surdila-Găiseanca est une commune roumaine située dans le județ de Brăila.